# Zdolbunivský rajón
Zdolbunivský rajón (ukrajinsky Здолбунівський район) byl rajón ve Rovenské oblasti na Ukrajině. Hlavním městem byl Zdolbuniv a rajón měl přibližně 56 tisíc obyvatel. 

## Sídla v rajónu
- Mizoč
- Zdolbuniv